# CityNightLine

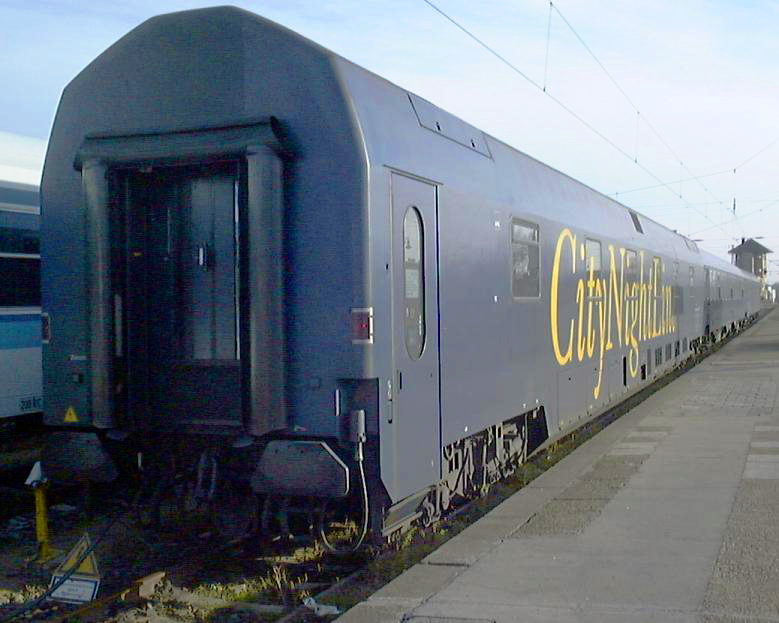
Carrozza letti della CityNightLine nel 2000

CityNightLine (abbreviazione: CNL) è una società per azioni svizzera, che offre collegamenti ferroviari notturni in Austria, Danimarca, Francia, Italia, Germania, Paesi Bassi, Repubblica Ceca e Svizzera.
La CityNightLine SA era originariamente una società in comune tra le ferrovie tedesche, le svizzere e le austriache.
Dopo l'abbandono delle FFS e delle ÖBB la CNL è unicamente una filiale delle Deutsche Bahn secondo il diritto svizzero.
I treni notturni delle CNL sono composti da vetture passeggeri, cuccette, letto e ristorante.

## Linee della CNL
La CityNightLine SA offre i suoi servizi sulle seguenti linee:
| Nome         | Linea                                                                              |
| ------------ | ---------------------------------------------------------------------------------- |
| Berliner     | Berlino Ostbahnhof –Zurigo HB                                                      |
| Donau-Kurier | Vienna Westbahnhof–Dortmund Hbf                                                    |
| Komet        | Amburgo Altona – Zurigo HB                                                         |
| Pegasus      | Amsterdam Centraal – Zurigo HB                                                     |
| Pollux       | Amsterdam Centraal – Monaco Hbf (–Garmisch-Partenkirchen)                          |
| Orion        | Dresda Hbf – Norimberga Hbf – Monaco Hbf                                           |
| Semper       | Dresda Hbf – Zurigo HB                                                             |
| Sirius       | Norddeich Mole – Zurigo HB                                                         |
| Andromeda    | Stoccarda Hbf – Dresda Hbf                                                         |
| Aurora       | Basilea SBB – Copenaghen centrale (non più in servizio)                            |
| Vega         | Basilea SBB – Ostseebad Binz (dal cambio orario del 9.12.2007 non più in servizio) |
| Apus         | Milano Centrale - Basilea SBB - Dortmund - Amsterdam CS (non più in servizio)      |
| Lupus        | München - Verona P.N. - Roma Termini                                               |
| Pictor       | München - Verona P.N. - Venezia S.L.                                               |